# Ornithoptera chimaera
Ornithoptera chimaera is een vlinder uit de familie van de pages (Papilionidae).

## Kenmerken
Het vrouwtje heeft een spanwijdte van 8 tot 18 centimeter, het mannetje is wat kleiner en heeft een spanwijdte van 7 tot 15 centimeter.

## Verspreiding en leefgebied
De soort komt voor op Java en Nieuw-Guinea op een hoogte van 1200 tot 1800 meter boven zeeniveau langs rivieren en beekjes.

## Waardplanten
De waardplant van deze vlinder is Aristolochia momandul uit de pijpbloemfamilie.